# Блок, Александр Иванович (артист)
Алекса́ндр Ива́нович Блок (13 июня 1955, Николаевская область — 18 апреля 2015, Санкт-Петербург) — советский и российский актёр театра и кино, заслуженный артист Российской Федерации (2003).

## Биография
Родился 13 июня 1955 года в селе Октябрьском Николаевского района Николаевской области (ныне в составе города Николаев). Детство прошло в Крыму, в Симферополе.
В 1973 году А. Блок приехал в Ленинград. Здесь он поступил в Институт культуры имени Н. К. Крупской, откуда в 1975 году перешёл в ЛГИТМиК, который окончил в 1979 году. Курс вёл народный артист РСФСР Зиновий Яковлевич Корогодский.
Некоторое время после окончания обучения работал в Ленинградском ТЮЗе. В 1985 году перешёл на службу в Театр имени Ленсовета. С 2009 года был актёром Театрального центра на Коломенской в Санкт-Петербурге, одновременно продолжал выступать как приглашённый актёр в театре Ленсовета.
В 2003 году удостоен почётного звания «Заслуженный артист России».
Умер 18 апреля 2015 года на 60-м году жизни от рака лёгких в клинике НИИ онкологии имени Н. Н. Петрова в посёлке Песочный. Похоронен на Смоленском православном кладбище в Санкт-Петербурге.

## Фильмография

### Актёр
| Год       |   | Название | Роль                                                                   |
| --------- | - | --- | ---------------------------------------------------------------------- |
| 1980      | ф | К кому залетел певчий кенар | Николаша                                                               |
| 1982      | с | Солнечный ветер4-я серия | высокий парень с трубой на «капустнике»                                |
| 1983      | ф | Место действия | Елагин, инженер                                                        |
| 1984      | ф | Перикола | Пикильо                                                                |
| 1986      | ф | Прекрасная Елена | Парис                                                                  |
| 1988      | ф | Эмма | Эжен                                                                   |
| 1988      | ф | Волшебный зонтик Оле-Лукойе | купеческий сын                                                         |
| 1989      | ф | Коррупция | Имя персонажа не указано                                               |
| 1989      | ф | Победительница | Имя персонажа не указано                                               |
| 1990      | ф | Женский день | Тимоша, любовник Ирины                                                 |
| 1991      | ф | Хмель | Александр Лопарёв, мичман флота — декабрист, беглый каторжник          |
| 1992      | ф | Сны о России | Имя персонажа не указано                                               |
| 1993      | ф | Осечка | Белобородько                                                           |
| 1993      | ф | Разборчивый жених | Андрей                                                                 |
| 1993      | ф | Роман императора | эпизод                                                                 |
| 1993      | ф | Русская невеста | Андрей                                                                 |
| 1995—1996 | с | Уик-энд с детективом | Имя персонажа не указано                                               |
| 2001      | с | Агентство НЛС5-я серия | Михаил Николаевич, отец Инны                                           |
| 2001      | с | Убойная сила-35-й фильм «Роль второго плана» | Шилов, заместитель Бочкарёва                                           |
| 2002      | с | Налог на убийство | Имя персонажа не указано                                               |
| 2002      | с | Улицы разбитых фонарей-423-я серия «Морские волки» | Генеральный директор «Крокуса»                                         |
| 2003      | с | Бандитский Петербург. Фильм 4. Арестант1-я серия2-я серия5-я серия6-я серия7-я серия | Валера «Бабуин» (в 1-й серии также Ледогоров)                          |
| 2003      | с | Бандитский Петербург. Фильм 6. Журналист3-я серия4-я серия5-я серия7-я серия | Валера «Бабуин»                                                        |
| 2003      | с | Как в старом детективе | Геннадий                                                               |
| 2003      | с | Повторение пройденного | Сергей Леонардович                                                     |
| 2004      | с | Агент национальной безопасности-53-я и 4-я серия «Забыть всё» | Муромский                                                              |
| 2004      | с | Женская логика 4 | Сергей Кузенков                                                        |
| 2004      | с | Честь имею! | Майор Самохвалов                                                       |
| 2005      | с | Решение проблем1-я серия «Индивидуальный подход»2-я серия «Нетелефонный разговор»3-я серия «Ромео и Джульетта»4-я серия «Суперстар»                                                                                                 | Дубов                                                                  |
| 2006      | с | Контора5-я серия «Внучка» | Климов                                                                 |
| 2006      | с | Секретная служба Его Величества3-й фильм «Художник Верещагин»5-й фильм «Пистолет Морозова» | Фёдор Шаляпин                                                          |
| 2006      | с | Секретные поручения | Александр Петрович Курбатов, старший следователь по особо важным делам |
| 2007      | с | Свой-чужой | Андрей Обнорский, журналист из Агентства журналистских расследований   |
| 2007      | с | Опера-3. Хроники убойного отдела10-й фильм «Падение в преисподнюю» | Олег Ломов                                                             |
| 2007      | с | Последнее путешествие Синдбада | Раздрогин                                                              |
| 2007      | с | Тайны следствия-73-й фильм «Лучший способ защиты»5-й фильм «Домой»6-й фильм «Три дня» | Вадим Романович Бугров, подполковник                                   |
| 2007—2010 | с | Гаишники1-й фильм «Судьба непредсказуема» (2007)2-й фильм «За пределами полномочий» (2008)4-й фильм «Авария» (2008)7-й фильм «Игры по правилам и без» (2008)10-й фильм «Дорогая Елена Фёдоровна» (2010)12-й фильм «Поворот не туда» | Александр Яковлевич Корчагин, полковник                                |
| 2008      | с | Боец. Рождение легенды | Леонид Азов, майор ФСК                                                 |
| 2008      | с | Двое из дворца-26-й фильм «В дебрях Мельпомены» | Ленский                                                                |
| 2008      | ф | Оперативная разработка-2: Комбинат | Олег Семёнович Сорокин                                                 |
| 2008      | ф | Рыжая | Дмитрий Лисицкий, отец Стаса                                           |
| 2009      | с | Возвращение Синдбада | Раздрогин                                                              |
| 2009      | с | Катерина. Возвращение любви | Борис Одинцов                                                          |
| 2009      | с | Тайны следствия-82-й фильм «Семейное дело»3-й фильм «Встать, суд идёт!»4-й фильм «Коллекционеры»6-й фильм «Явка с повинной» | Вадим Романович Бугров, подполковник                                   |
| 2010      | с | Дорожный патруль-44-я серия «По старым счетам» | Ковалёв                                                                |
| 2011      | с | Дорогой мой человек | Родион Степанов, отец Вари                                             |
| 2011      | с | Ментовские войны-54-й фильм «Голова Медузы» | Станислав Николаевич Козырев, подполковник милиции, сотрудник УФСКН    |
| 2012      | с | Катерина-3. Семья | Борис Одинцов                                                          |
| 2012      | ф | Странствия Синдбада | Раздрогин                                                              |
| 2012      | ф | Военная разведка. Северный фронт | полковник Николай Алексеевич Гришин, начальник разведуправления РККА   |
| 2012      | с | Время Синдбада | Николай Игнатьевич Раздрогин                                           |
| 2012      | с | Принцип Хабарова | Георгий Горобец                                                        |
| 2012      | с | Катерина. Другая жизнь | Борис Одинцов                                                          |
| 2013      | ф | Лекарство против страха | Фёдор Иванович Белоконь, комендант военно-медицинской академии         |
| 2013      | ф | Кома | Литвиненко                                                             |
| 2013      | с | Горюнов | Адмирал флота                                                          |
| 2013—2015 | с | Морские ДьяволыСмерчСмерч 2 | Генерал Рябов                                                          |
| 2014      | ф | Судья 2 | Подшивалов                                                             |
| 2014      | с | Профессионал | Руслан Васильевич («Руслан Длинный»), криминальный авторитет           |
| 2014—2015 | с | Лесник | Лисков                                                                 |

### Озвучивание
1. 2005 — Королевство кривых... — Командир (роль Леонида Ворона)
2. 2007 — Гончие — капитан тюрьмы Рычков

### Режиссёр
1. 1995—1996 — Уик-энд с детективом

## Театральные работы
- «Сказки Пушкина» (Театр юных зрителей имени А. А. Брянцева, реж. П. Вейсбрем)
- «Наш Чуковский» (Театр юных зрителей имени А. А. Брянцева, реж. З. Я. Корогодский)
- «Открытый урок» (Театр юных зрителей имени А. А. Брянцева, реж. З. Я. Корогодский)
- «Гибель эскадры» (Балтиец) (Театр юных зрителей имени А. А. Брянцева, реж. З. Я. Корогодский)
- «Месс-Менд» (Артур Морлендер) (Театр юных зрителей имени А. А. Брянцева, реж. З. Я. Корогодский)
- «Здравствуйте, здравствуйте, здравствуйте!» (Театр юных зрителей имени А. А. Брянцева, реж. З. Я. Корогодский), 1979
- «На два голоса» (Театр юных зрителей имени А. А. Брянцева, реж. З. Я. Корогодский), 1980
- «Баллада о славном Бильбо Бэггинсе» (Бэрд) (Театр юных зрителей имени А. А. Брянцева, реж. З. Я. Корогодский), 1980
- «Нетерпение» (Степан Халтурин) (Театр юных зрителей имени А. А. Брянцева, реж. З. Я. Корогодский), 1980
- «Профессия Айзека Азимова» (Див) (Театр юных зрителей имени А. А. Брянцева, реж. З. Я. Корогодский), 1981
- «Вокруг площади» (Ростовцев) (Театр юных зрителей имени А. А. Брянцева, реж. С. Митин), 1982
- «Дети, дети, дети…» (Театр юных зрителей имени А. А. Брянцева, реж. З. Я. Корогодский), 1982
- «Интервью в Буэнос-Айресе» (Хосе),
- «Левша» (Левша),
- «Трубадур и его друзья» (Трубадур),
- «Пророк в своём отечестве» (Мефодий),
- «Коварство и любовь» (Гофмаршал),
- «Спортивные сцены 1981 года» (Серёжа),
- «Когда спящий проснётся» (Юра),
- «Двуглавый орёл» (Станислас),
- «Ты и только ты» (Билли),
- «Лицо» (Антонсон),
- «С болваном» (Иван 1),
- «Подсвечник» (Клаварош),
- «Мнимый больной» (Тома Диафуарус),
- «Жак и его господин» (рыцарь Сент-Оуэн),
- «Самодуры» (Граф Риккардо),
- «Владимирская площадь» (Маслобоев),
- «Трамвай „Желание“» (Стэнли Ковальский)
- «Любовь до гроба» (Марио)
- «Пижама для шестерых» (Бернар) в «Театральном центре на Коломенской»
- «Братец Кролик на Диком Западе»
- «Дверь в смежную комнату»
- «Ванна из лепестков роз» (Инспектор) в «Театральном центре на Коломенской»
- «Слуга двух господ» (Панталоне), Театральное товарищество «Носковы и Компания», 2012
- «Здрасьте, я ваша тётя!» (полковник Чесней), Санкт-Петербургский государственный Театр эстрады имени А. И. Райкина, 2012